# Semonkong Airport
Semonkong Airport är en flygplats i Lesotho.   Den ligger i distriktet Maseru, i den centrala delen av landet, 80 km sydost om huvudstaden Maseru. Semonkong Airport ligger 2 224 meter över havet.
Terrängen runt Semonkong Airport är huvudsakligen kuperad. Semonkong Airport ligger nere i en dal. Runt Semonkong Airport är det ganska tätbefolkat, med 116 invånare per kvadratkilometer. Det finns inga samhällen i närheten. Trakten runt Semonkong Airport består i huvudsak av gräsmarker.